# Euproctus
Euproctus es un género de anfibios caudados de la familia Salamandridae que incluye dos especies de tritones propias del sur de Europa.

## Especies
- Euproctus montanus (Córcega)
- Euproctus platycephalus (Cerdeña)

Hasta 2005 se incluía en este género a Euproctus asper, cuando fue reclasificado como Calotriton asper.